# ون شیئن تونگ کائو
ون شیئن تونگ کائو (انگلیسی: Wenxian Tongkao)، یکی از نمونه آثاری بود که از تاریخ تونگ دیئن تأثیر گرفته بود و توسط نویسنده چینی ما دوانلین در سال ۱۳۱۷ در زمان دودمان یوآن گردآوری شد.